# Stenoconchyoptera darwini
Stenoconchyoptera darwini är en insektsart som beskrevs av Frederick Arthur Godfrey Muir 1931. Stenoconchyoptera darwini ingår i släktet Stenoconchyoptera och familjen Tropiduchidae. Inga underarter finns listade i Catalogue of Life.